# Al Ghuwariyah

Al Ghuwariyah (الغويرية) est l'une des 10 subdivisions du Qatar. Al Ghuwariyah s'étend sur 622 km² et sa population est estimée à 2.159 en 2004.